# Blackfield II
Blackfield II è il secondo album della band omonima fondata da Steven Wilson e Aviv Geffen nel 2004, pubblicato dalla Kscope / Snapper nel febbraio 2007.
L'album è stato prodotto e mixato da Steven Wilson e Tel Aviv a Londra tra il febbraio e giugno del 2006.

## Tracce
1. Once (Wilson) - 4:03
2. 1,000 People (musica: Geffen - testo: Wilson, Geffen) - 4:03
3. Miss U (Geffen) - 4:13
4. Christenings (Wilson) - 4:37
5. This Killer (Geffen) - 4:06
6. Epidemic (musica: Geffen - testo: Wilson, Geffen) - 4:59
7. My Gift of Silence (Wilson) - 4:05
8. Some Day (Geffen) - 4:22
9. Where is my Love? (Geffen) - 2:59
10. End of the World (Geffen) - 5:13

## Formazione
- Steven Wilson - voce, chitarra solista, chitarra acustica, tastiere
- Aviv Geffen - tastiere, chitarra ritmica, chitarra acustica voce
- David Salomon - pianoforte
- Seffy Efrati - basso
- Tomer Z - batteria, percussioni

### Ospiti
- Ofer Meiri - tastiere su "1,000 People"
- Harel Ben-Ami - chitarra acustica ed elettrica su "1,000 People"
- Itamar Leshem - corno francese su "1,000 People"
- Richard Barbieri - pianoforte elettrico e stilofono su "Christenings"
- Gavin Harrison - batteria su "Christenings"
- Daniela Pick - voce su "Epidemic"
- Eran Mitelman - piano elettrico su "My Gift of Silence"